# 이와데촌 (야마나시현)
이와데촌(岩手村)은 야마나시현 히가시야마나시군에 있던 촌이다. 현재의 야마나시시 동・서에 해당한다.

## 역사
- 1889년 7월 1일 - 정촌제 시행에 의해 이와데촌이 단독으로 지자체를 형성하였다.
- 1954년 7월 1일 - 가노이와정, 야마나시촌, 야와타촌, 이와데촌, 고야시키촌, 히카와촌과 합병해 야마나시시가 성립하여, 동일 이와데촌은 폐지되었다.

## 교통

### 도로
- 국도 제140호선

## 참고문헌
- 角川日本地名大辞典 19 山梨県